# Герб Романових
Герб Романових — фамільний герб дому Романових. Складено Б. В. Кене в царювання імператора Олександра II і офіційно затверджений 8 грудня 1856.

## Історія створення герба
Вступаючи у 1613 на московитський престол, засновник династії Романових цар Михайло Федорович успадкував не лише титул і регалії колишніх московитських государів, але і державну геральдичну емблему — двоголового орла.
Цим гербом користувалися він і його наступники. При цьому відомі різні варіанти державного орла. Так, у перші роки царювання використовувався орел, що вінчається двома відкритими коронами, має між головами православний хрест. Але майже одночасно з ним використовувався і орел з трьома коронами (третя, більшого розміру, закрита, «висіла» над орлом). Саме такий орел з трьома коронами відомий і по державних печаток.
У царювання Олексія Михайловича в лапах орла з'являються скіпетр і держава, хоча зустрічаються і зображення, де ці регалії відсутні або замість держави у лівій лапі орел тримає меч. Малі корони на головах орла частіше зображуються закритими (хоча і не завжди).
Барон Кене запропонував свою інтерпретацію цього малюнка, склавши на його підставі геральдичну композицію, яка удостоїлася 8 грудня 1856 найвищого затвердження як родовий герб Романових.

## Опис
Композиція, запропонована Кене, бачимо, що основною емблемою Романових тут визнається гриф, грифон, досить популярний геральдичний символ. Аналізуючи причини появи грифона в романівськый геральдиці, було виявлено, що цей фантастичний звір був зображений ще на підписному ковші боярина Федора Микитовича Романова, виготовленому між 1586 і 1599-1600 (коли батько майбутнього царя був насильно пострижений у ченці і засланий); під носком цього ковша гравірувано грифа, а під ручкою — лева.
Намагаючись з'ясувати причини появи в родині Романових цієї емблеми, відомий геральдист барон М. А. Таубе припустив, що її обрав і використовував ще дід царя Михайла — боярин Микита Романович Захар'їн-Юр'єв, воєвода Івана Грозного, який прославився в Лівонській війні.
Грифон з мечем карбувався в 1572—1573 для польського гарнізону на монетах міста Пернова (суч. Пярну). Це місто було в 1575 взято боярином Микитою Захарьиным-Юр'євим, і там він після цього деякий час сидів воєводою.
У 1826 Микола I офіційно затвердив герб роду Романових — червоний гриф у срібному полі золотий меч, тарч (круглий щит), чорний орел на чорній облямівці — чотири золоті та чотири срібні лев'ячої голови.

## Герби династії Романових.
Романов Микита Іванович — боярин, син Івана Микитовича Каші, двоюрідний брат Царя Михайла Феодоровича.

## Герб Гольштейн-Готторп-Романових

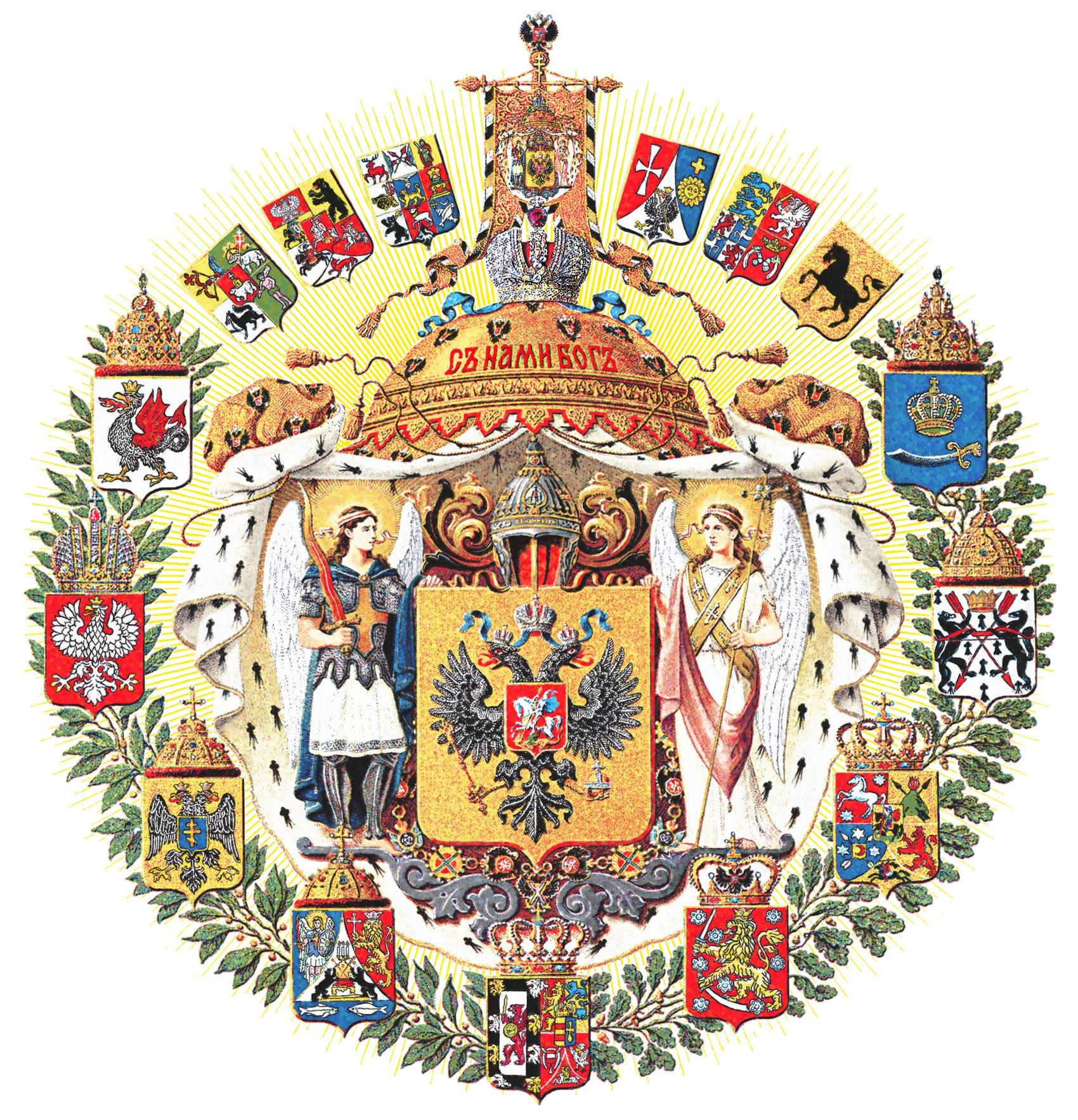
Великий герб Російської імперії. Родовий герб розташований внизу
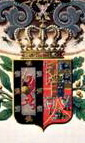
Сполучений герб Гольштейн-Готторп-Романових (фрагмент Великого герба Імперії)
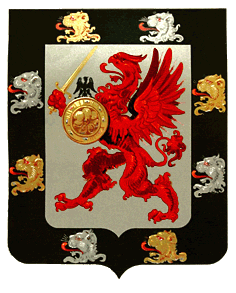
Герб Романових (бояр)
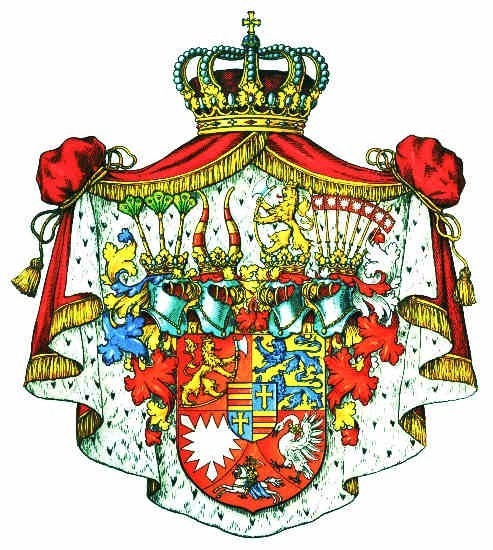
Герб Шлезвіг-Голштинський (Гольштейн-Готтропський)
Герб Норвегії  — Ольденбурги правили Норвегією з 1450 по 1814 рр.
Герб Шлезвіг-Гольштейну — Ольденбурги правили Шлезвиг-Гольштейном з 1460 по 1865 рр.
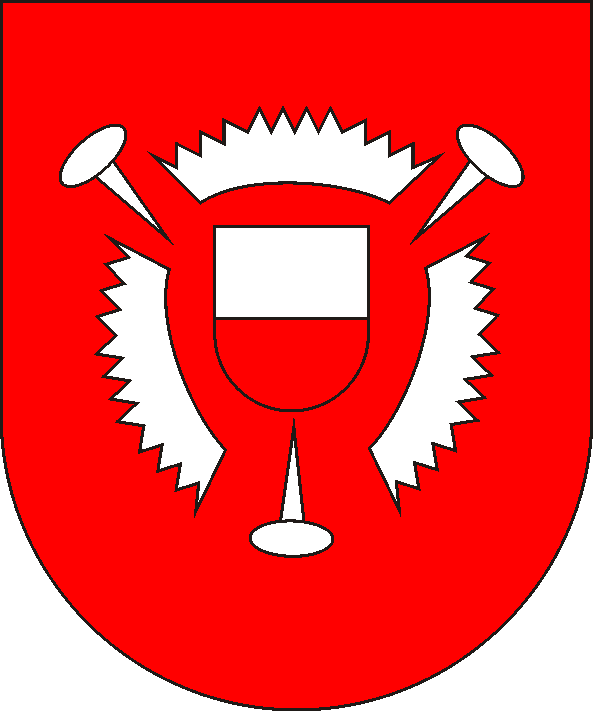
Герб Гольштейну — Ольденбурги правили Шлезвиг-Гольштейном з 1460 по 1865 рр.
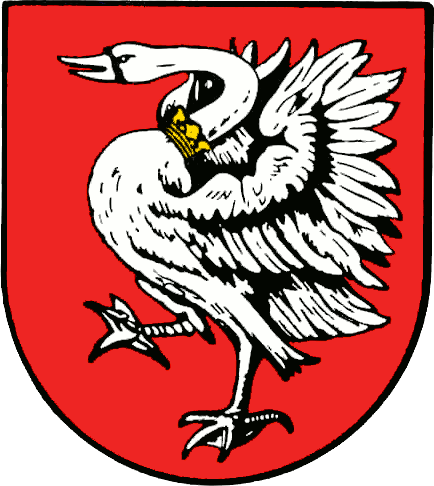
Герб [[Штормарн|]]а — район у Шлезвіг-Гольштейні
Герб Дітмаршена — район у Шлезвіг-Гольштейні
Герб ольденбурзький
Герб Дельменгорста - місто в Саксонії
Геральдична корона великого герцогства Люксембурзького